# إيمي بورتر راب
إيمي بورتر راب (بالإنجليزية: Amy Porter Rapp)‏ هي مهندسة معمارية أمريكية، ولدت في 15 ديسمبر 1908، وتوفيت في 19 يونيو 2002.